# Kyle Walker
Kyle Andrew Walker (sinh ngày 28 tháng 5 năm 1990) là một cầu thủ bóng đá chuyên nghiệp người Anh hiện đang thi đấu ở vị trí hậu vệ phải câu lạc bộ tại Premier League là Burnley và đội tuyển bóng đá quốc gia Anh. Được đánh giá là một trong những hậu vệ xuất sắc nhất thế giới trong thế hệ của mình, anh nổi tiếng nhờ lối chơi giàu tốc độ, thể lực sung mãn, khả năng đọc tình huống xuất sắc và nhãn quan chiến thuật siêu hạng.
Walker bắt đầu sự nghiệp của mình tại câu lạc bộ thời niên thiếu Sheffield United khi mới 7 tuổi. Anh ra mắt đội một ở tuổi 18 sau thời gian cho mượn ở Northampton Town, và đã gây ấn tượng khi chơi cho United và chơi trong trận chung kết play-off Championship năm 2009. Màn trình diễn của anh ấy đã giúp anh chuyển đến câu lạc bộ Premier League Tottenham Hotspur, trước khi ngay lập tức được cho Sheffield United mượn lại. Sau khi được cho mượn thêm ở Queens Park Rangers và Aston Villa, Walker đã củng cố vị trí của mình trong đội hình của Tottenham. Anh là một phần của đội hình Tottenham được dẫn dắt bởi huấn luyện viên Mauricio Pochettino đã về nhì ở Premier League mùa giải 2016–17 và Carabao Cup 2014-15.
Walker gia nhập Manchester City vào năm 2017 với mức phí 45 triệu bảng. Trong suốt sự nghiệp ở Man City, anh đã được huấn luyện bởi Pep Guardiola. Khi ở City, anh đã giành được 5 chức vô địch Premier League, 4 Cúp EFL, 2 FA Cup, và 1 UEFA Champions League vào năm 2023 như một phần của cú ăn ba châu lục. Anh đã ba lần có tên trong Đội hình PFA của năm, vào các mùa giải 2011–12, 2016–17 và 2017–18.
Walker đã chơi cho đội tuyển Anh ở cấp độ U-19 Anh và U-21 Anh trước khi ra mắt đội tuyển quốc gia chuyên nghiệp vào tháng 9 năm 2011. Anh đã đại diện cho đất nước tham dự tại ba kỳ UEFA Euro vào các năm 2016, 2020 và 2024 – nơi anh và các đồng đội có hai lần liên tiếp giành ngôi á quân, và tại hai kỳ FIFA World Cup vào các năm 2018 và 2022.

## Sự nghiệp câu lạc bộ

### Sheffield United
Walker gia nhập học viện Sheffield United khi mới bảy tuổi sau khi nhận được lời đề nghị từ Football Unites, Racism Divides,anh được chọn vào đội hình chính thức vào năm 2008.Tháng 11 năm đó anh gia nhập câu lạc bộ Northampton Town theo một bản hợp đồng cho mượn.
Sau khi trở lại câu lạc bộ,Walker có trận đấu đầu tiên cho Sheffield United vào ngày 13 tháng 1 năm 2009,tại vòng 3 cúp FA đấu với Leyton Orient và đã thi đấu rất xuất sắc.

### Tottenham Hotspur
Vào ngày 22 tháng 6 năm 2009, Walker gia nhập câu lạc bộ Tottenham Hotspur cùng với hậu vệ Kyle Naughton với mức phí chuyển nhượng 9 triệu £,nhưng đã được cho mượn lại tới câu lạc bộ vùng Yorkshire trong mùa giải 2009–10 như một phần của hợp đồng.Sau khi trở lại, Walker có trận đấu đầu tiên cho Tottenham vào ngày 27 tháng 3 năm 2010, trong trận thắng 2–0 trước Portsmouth.

### Manchester City
Vào ngày 14 tháng 7 năm 2017, Walker đã ký một hợp đồng 5 năm với câu lạc bộ Manchester City trị giá 50 triệu bảng.

## Thống kê sự nghiệp

### Câu lạc bộ
Tính đến ngày 14 tháng 5 năm 2025.
| Câu lạc bộ                 | Mùa giải            | Giải đấu            | Giải đấu | Giải đấu | Cúp quốc gia | Cúp quốc gia | Cúp liên đoàn | Cúp liên đoàn | Châu Âu | Châu Âu | Khác | Khác | Tổng cộng | Tổng cộng |
| Câu lạc bộ                 | Mùa giải            | Hạng đấu            | Trận     | Bàn      | Trận         | Bàn          | Trận          | Bàn           | Trận    | Bàn     | Trận | Bàn  | Trận      | Bàn       |
| -------------------------- | ------------------- | ------------------- | -------- | -------- | ------------ | ------------ | ------------- | ------------- | ------- | ------- | ---- | ---- | --------- | --------- |
| Sheffield United           | 2008–09             | Championship        | 2        | 0        | 2            | 0            | 0             | 0             | —       | —       | 3    | 0    | 7         | 0         |
| Northampton Town (mượn)    | 2008–09             | League One          | 9        | 0        | —            | —            | —             | —             | —       | —       | —    | —    | 9         | 0         |
| Tottenham Hotspur          | 2009–10             | Premier League      | 2        | 0        | —            | —            | —             | —             | —       | —       | —    | —    | 2         | 0         |
| Tottenham Hotspur          | 2010–11             | Premier League      | 1        | 0        | —            | —            | —             | —             | 0       | 0       | —    | —    | 1         | 0         |
| Tottenham Hotspur          | 2011–12             | Premier League      | 37       | 2        | 5            | 0            | 0             | 0             | 5       | 0       | —    | —    | 47        | 2         |
| Tottenham Hotspur          | 2012–13             | Premier League      | 36       | 0        | 1            | 0            | 2             | 0             | 11      | 0       | —    | —    | 50        | 0         |
| Tottenham Hotspur          | 2013–14             | Premier League      | 26       | 1        | 1            | 0            | 3             | 0             | 4       | 0       | —    | —    | 34        | 1         |
| Tottenham Hotspur          | 2014–15             | Premier League      | 15       | 0        | 0            | 0            | 3             | 0             | 3       | 0       | —    | —    | 21        | 0         |
| Tottenham Hotspur          | 2015–16             | Premier League      | 33       | 1        | 2            | 0            | 0             | 0             | 0       | 0       | —    | —    | 35        | 1         |
| Tottenham Hotspur          | 2016–17             | Premier League      | 33       | 0        | 1            | 0            | 0             | 0             | 5       | 0       | —    | —    | 39        | 0         |
| Tottenham Hotspur          | Tổng cộng           | Tổng cộng           | 183      | 4        | 10           | 0            | 8             | 0             | 28      | 0       | —    | —    | 229       | 4         |
| Sheffield United (mượn)    | 2009–10             | Championship        | 26       | 0        | 2            | 0            | —             | —             | —       | —       | —    | —    | 28        | 0         |
| Queens Park Rangers (mượn) | 2010–11             | Championship        | 20       | 0        | —            | —            | —             | —             | —       | —       | —    | —    | 20        | 0         |
| Aston Villa (mượn)         | 2010–11             | Premier League      | 15       | 1        | 3            | 1            | —             | —             | —       | —       | —    | —    | 18        | 2         |
| Manchester City            | 2017–18             | Premier League      | 32       | 0        | 3            | 0            | 6             | 0             | 7       | 0       | —    | —    | 48        | 0         |
| Manchester City            | 2018–19             | Premier League      | 33       | 1        | 5            | 0            | 3             | 1             | 10      | 0       | 1    | 0    | 52        | 2         |
| Manchester City            | 2019–20             | Premier League      | 29       | 1        | 2            | 0            | 4             | 0             | 6       | 0       | 1    | 0    | 42        | 1         |
| Manchester City            | 2020–21             | Premier League      | 24       | 1        | 3            | 1            | 4             | 0             | 11      | 0       | —    | —    | 42        | 2         |
| Manchester City            | 2021–22             | Premier League      | 20       | 0        | 3            | 0            | 1             | 0             | 7       | 1       | 0    | 0    | 31        | 1         |
| Manchester City            | 2022–23             | Premier League      | 27       | 0        | 5            | 0            | 1             | 0             | 5       | 0       | 1    | 0    | 39        | 0         |
| Manchester City            | 2023–24             | Premier League      | 32       | 0        | 5            | 0            | 0             | 0             | 6       | 0       | 4    | 0    | 47        | 0         |
| Manchester City            | 2024–25             | Premier League      | 15       | 0        | 0            | 0            | 1             | 0             | 2       | 0       | 0    | 0    | 18        | 0         |
| Manchester City            | Tổng cộng           | Tổng cộng           | 212      | 3        | 26           | 1            | 20            | 1             | 54      | 1       | 7    | 0    | 319       | 6         |
| AC Milan (mượn)            | 2024–25             | Serie A             | 11       | 0        | 3            | 0            | —             | —             | 2       | 0       | —    | —    | 16        | 0         |
| Burnley                    | 2025–26             | Premier League      | 0        | 0        | 0            | 0            | 0             | 0             | —       | —       | —    | —    | 0         | 0         |
| Tổng cộng sự nghiệp        | Tổng cộng sự nghiệp | Tổng cộng sự nghiệp | 478      | 8        | 46           | 2            | 28            | 1             | 84      | 1       | 10   | 0    | 646       | 12        |

1. ↑  Bao gồm FA Cup, Coppa Italia
2. ↑  Bao gồm EFL Cup
3. ↑  Số lần ra sân tại Championship play-offs
4. 1 2 3 4  Số lần ra sân tại UEFA Europa League
5. ↑  Ba lần ra sân tại UEFA Champions League, hai lần ra sân tại UEFA Europa League
6. 1 2 3 4 5 6 7 8 9  Số lần ra sân tại UEFA Champions League
7. 1 2 3  Ra sân tại FA Community Shield
8. ↑  Một lần ra sân tại FA Community Shield, một lần ra sân tại UEFA Super Cup, hai lần ra sân tại FIFA Club World Cup

### Đội tuyển quốc gia
Tính đến ngày 10 tháng 6 năm 2025.
| Đội tuyển quốc gia | Năm       | Trận | Bàn |
| ------------------ | --------- | ---- | --- |
| Anh                | 2011      | 2    | 0   |
| Anh                | 2012      | 2    | 0   |
| Anh                | 2013      | 6    | 0   |
| Anh                | 2015      | 3    | 0   |
| Anh                | 2016      | 10   | 0   |
| Anh                | 2017      | 9    | 0   |
| Anh                | 2018      | 12   | 0   |
| Anh                | 2019      | 4    | 0   |
| Anh                | 2020      | 5    | 0   |
| Anh                | 2021      | 12   | 0   |
| Anh                | 2022      | 8    | 0   |
| Anh                | 2023      | 8    | 1   |
| Anh                | 2024      | 12   | 0   |
| Anh                | 2025      | 3    | 0   |
| Tổng cộng          | Tổng cộng | 96   | 1   |

| # | Ngày               | Địa điểm                              | Số trận | Đối thủ | Bàn thắng | Đối thủ | Giải đấu                 |
| - | ------------------ | ------------------------------------- | ------- | ------- | --------- | ------- | ------------------------ |
| 1 | 9 tháng 9 năm 2023 | Sân vận động Wrocław, Wrocław, Ba Lan | 77      | Ukraina | 1–1       | 1–1     | Vòng loại UEFA Euro 2024 |

## Danh hiệu
Queens Park Rangers
- Football League Championship: 2010–11

Manchester City
- Premier League: 2017–18, 2018–19, 2020–21, 2021–22, 2022–23,[12] 2023–24
- FA Cup: 2018–19,[13] 2022–23[14]
- EFL Cup: 2017–18,[15] 2018–19,[16] 2019–20,[17] 2020–21[18]
- FA Community Shield: 2018,[19] 2019[20]
- UEFA Champions League: 2022–23;[21] á quân: 2020–21[22]
- UEFA Super Cup: 2023[23]
- FIFA Club World Cup: 2023[24]

Cá nhân
- Vô địch hạng nhất Anh, 2010–11, QPR
- Đội hình tiêu biểu giải vô địch U21 châu Âu: 2011[25]
- Cầu thủ trẻ xuất sắc nhất năm của PFA: 2012
- Đội hình tiêu biểu của PFA:2011–12